# Magnetis
Magnetis est un jeu vidéo WiiWare et PC développé par le studio Yullaby, sorti sur le marché en 2009. Ce jeu est en particulier le premier projet indépendant de Yullaby, faisant suite à plusieurs jeux développés sur commande par des sociétés tierces.

## Système de jeu
Magnetis met en scène un environnement industriel imaginaire où s'entassent divers aimants et blocs neutres. La combinaison des aimants, par affinité de polarité, alignés ou non aux blocs neutres, permet de faire disparaitre des lignes entières. Le joueur à la possibilité de faire disparaitre plusieurs lignes, par effet de cascade, sous la forme de combos.
Magnetis a été développé, dans ses versions WiiWare et Steam, à l'aide du moteur de jeu GameStart.

## Accueil
En dépit d'un volume de vente relativement faible, Magnetis a dans l'ensemble fait l'objet de bonnes critiques. IGN UK lui a attribué 7.5 (sur 10), faisant l'éloge d'une "présentation brillante" et de ses "mécanismes approfondis", tout en déplorant le "manque de fonctionnalités online". Nintendo Life lui a également accordé une note de 7 étoiles (sur 10), avec comme commentaire : "la bande son est probablement la meilleure qu'il vous sera donné d'entendre sur WiiWare", tout en faisant remarquer un manque de variété dans la jouabilité.